# Pedrouzos (Antas de Ulla)
Pedrouzos es un lugar de la parroquia de Vilapoupre, municipio de Antas de Ulla, comarca de Ulloa, provincia de Lugo, España.